# Андская корпорация развития
Андская корпорация развития (АКР) (от исп. Corporación Andina de Fomento), именуемая также CAF — Латиноамериканский банк развития (англ. CAF – Latin American development bank) — международная кредитно-финансовая организация Андского сообщества (Андской системы интеграции), созданная в форме акционерного общества с целью поддержки развития и региональной интеграции андских стран. Организация была создана в 1970 году. Основными акционерами являются Боливия, Колумбия, Эквадор, Перу и Венесуэла. Кроме того, держателями акций являются Бразилия, Чили, Мексика, Тринидад и Тобаго, а также 22 частных банка из стран данного региона.

## История
Данная финансово-кредитная организация возникла в результате стремлений к экономической и социальной интеграции стран Андского региона. Эта инициатива, которая привела к созданию CAF, начала формироваться в 1966 году, после исторического подписания Декларации Боготы президентом Колумбии Карлосом Льерас Рестрепо, президентом Чили Эдуардо Фрей Монтальва, бывшим президентом Венесуэлы Рауль Леони и представителями Эквадора и Перу. Правительство Боливии присоединилось к декларации позже, в 1967 году.
В 1967 году членами Совместного комитета были определены основы CAF, а 7 февраля 1968 года правительства стран-членов подписали во дворце Сан-Карлос в Боготе соответствующее Соглашение по созданию организации как многоцелевого банка и агентство по развитию и интеграции.
8 июня 1970 года CAF официально начал свою деятельность в созданной для неё штаб-квартире в Каракасе, Венесуэла.
После внесении поправок в статьи соглашения о CAF другие страны Латинской Америки и Карибского бассейна были включены в качестве членов с теми же правами, что и основатели. Согласно этому дополнению к соглашению, которое было выполнено в 2007 году, Аргентина, Бразилия, Панама, Парагвай и Уругвай стали странами-членами.

## Организация деятельности АКР
Капитал акционерного общества подразделяется на 3 типа акций: «А», «В» и «С». Акциями типа «А» и «В» обладают правительства 5 андских стран, которые распоряжаются ими либо напрямую, либо посредством специально назначенных правительственных или частных организаций. Акции серии «С» могут быть приобретены любыми другими странами. Кроме того, АКР выпускает и размещает на региональном и международном финансовом рынках другие ценные бумаги. CAF — Латиноамериканский банк развития также получает кредитные линии от национальных и коммерческих банков разных стран. Основная часть этих кредитов поступает в АКР из стран, не принадлежащих к Андскому сообществу. В 1997 году общие активы корпорации составили 4 миллиарда 61 миллион долларов США.
Штаб-квартира организации находится в Каракасе, Венесуэла.

## Цели и задачи деятельности организации
Основной целью АКР является оказание финансовой поддержки государственным и частным предприятиям государств-акционеров. Например, Латиноамериканский банк развития финансирует проекты стран Андского сообщества по развитию транспортной инфраструктуры, электроэнергетики и телекоммуникаций, программ структурной перестройки и приватизации, социальных реформ, предоставляет кредиты для повышения эффективности производства.